# Hieracium pictum
Lo sparviere macchiettato (nome scientifico  Hieracium pictum  Pers., 1807) è una specie di pianta angiosperma dicotiledone della famiglia delle Asteraceae.  Hieracium pictum  è anche l'unica "specie principale" italiana appartenente alla sezione Hieracium sect. Picta  (Peter) Stace.

## Etimologia
Il nome del genere deriva dalla parola greca hierax o hierakion (= sparviere, falco). Il nome del genere è stato dato inizialmente dal botanico francese Joseph Pitton de Tournefort (1656 - 1708) rifacendosi probabilmente ad alcuni scritti del naturalista romano Gaio Plinio Secondo (23 - 79) nei quali, secondo la tradizione, i rapaci si servivano di questa pianta per irrobustire la loro vista. L'epiteto specifico (pictum) significa "dipinto" e fa riferimento alle macchie delle foglie.
Il nome scientifico della specie è stato definito dal botanico Christiaan Hendrik Persoon (1761-1836) nella pubblicazione " Synopsis Plantarum: seu Enchiridium botanicum, complectens enumerationem systematicam specierum hucusque cognitarum. Parisiis Lutetiorum" ( Syn. Pl. [Persoon] 2(2): 374) del 1807.

## Descrizione
Habitus. La forma biologica è emicriptofita scaposa (H scap), ossia in generale sono piante erbacee, a ciclo biologico perenne, con gemme svernanti al livello del suolo e protette dalla lettiera o dalla neve e sono dotate di un asse fiorale eretto e spesso privo di foglie. Tutte le specie del gruppo sono provviste di latice. La pubescenza di queste piante è fatta di peli semplici (sono profondamente dentati quasi subpiumosi), mentre i peli ghiandolari sono scarsi. Queste piante sono fillopodi.
Fusto. I fusti, in genere ascendenti, debolmente flessuosi o molli, sono di solito solitari e mediamente ramificati o afilli. Il colore dei fusti varia da verde a rossastro. Le radici in genere sono di tipo fittonante. L'altezza di queste piante varia da 15 a 25 cm.
Foglie. Sono presenti sia foglie delle rosette basali (da 3 a 5) che cauline (da 1 a 3) con disposizione alterna. le foglie sono colorate di verde-glauco e ricoperte da dense chiazze ferruginee; quelle cauline sono poche con forme da lanceolate a strettamente lanceolate. Le lamine sono intere o dentate con forme obovate, ellittiche o lanceolate. La superficie può essere ricoperta da peli semplici o ramificati.
Infiorescenza. Le sinflorescenze sono del tipo forcato-panicolato con 1 - 2 rami diritti. L'infiorescenza è composta da uno o più capolini terminali. L'acladio è di 5-7 cm. I capolini, solamente di tipo ligulifloro, sono formati da un involucro composto da diverse brattee (o squame) all'interno delle quali un ricettacolo fa da base ai fiori ligulati. L'involucro ha una forma da ellissoide a emisferica ed è formato da due serie di brattee verdi-olivacee. Il ricettacolo, alla base dei fiori, può essere cigliato-dentato.
Fiori. I fiori, tutti ligulati, sono tetra-ciclici (ossia sono presenti 4 verticilli: calice – corolla – androceo – gineceo) e pentameri (ogni verticillo ha in genere 5 elementi). I fiori sono ermafroditi, fertili e zigomorfi.
- Formula fiorale:

*/x K {\displaystyle \infty }, [C (5), A (5)], G 2 (infero), achenio
- Calice: i sepali del calice sono ridotti ad una coroncina di squame.
- Corolla: le corolle sono formate da un tubo e da una ligula terminante con 5 denti; il colore è giallo. Le ligule sono glabre. Dimensioni delle ligule: larghezza 2 mm; lunghezza 15-20 mm.
- Androceo: gli stami sono 5 con filamenti liberi, mentre le antere sono saldate in un manicotto (o tubo) circondante lo stilo.[14] Le antere alla base sono acute. Il polline è tricolporato.[15]
- Gineceo: lo stilo giallo è filiforme e peloso sul lato inferiore; gli stigmi dello stilo sono due divergenti. L'ovario è infero uniloculare formato da 2 carpelli. La superficie stigmatica è interna.[16]
- Antesi: da giugno a luglio.

Frutti. I frutti sono degli acheni con pappo. Gli acheni hanno una forma da oblunga a obovoide-obconica con apice troncato e privi di becco (non sono compressi); in alcuni casi gli acheni sono provvisti di coste longitudinali. Il pappo si compone di peli semplici grigiastri, scabri o barbati (non piumosi). Raramente il pappo è assente. Gli acheni sono molto scuri (bruno-nerastri o castano scuri). Dimensione degli acheni: 3-3,5 mm.

## Biologia
Impollinazione: l'impollinazione avviene tramite insetti (impollinazione entomogama tramite farfalle diurne e notturne).
Riproduzione: la fecondazione avviene fondamentalmente tramite l'impollinazione dei fiori (vedi sopra).
Dispersione: i semi (gli acheni) cadendo a terra sono successivamente dispersi soprattutto da insetti tipo formiche (disseminazione mirmecoria). In questo tipo di piante avviene anche un altro tipo di dispersione: zoocoria. Infatti gli uncini delle brattee dell'involucro si agganciano ai peli degli animali di passaggio disperdendo così anche su lunghe distanze i semi della pianta.

## Distribuzione e habitat

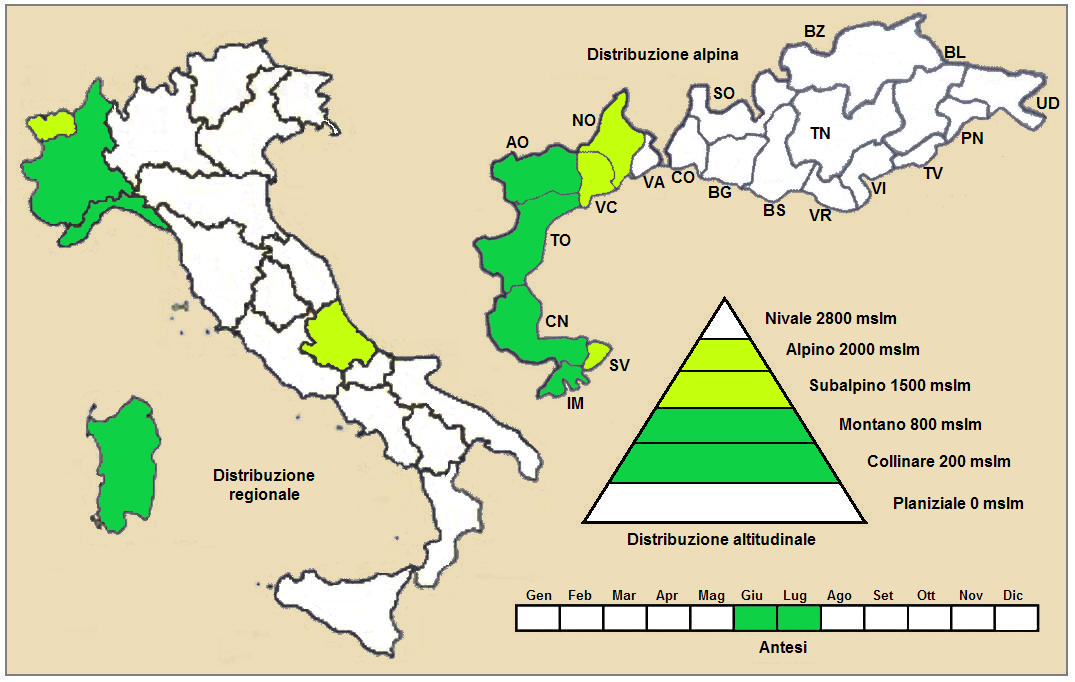
Distribuzione della pianta (Distribuzione regionale – Distribuzione alpina)

Geoelemento: il tipo corologico (area di origine) è Orofita / Nord Ovest Mediterraneo ma anche Appenninico.
Distribuzione: in Italia questa specie è molto rara e si trova nelle Alpi Occidentali, in Sardegna e negli Abbruzzi. Fuori dall'Italia, sempre nelle Alpi, questa specie si trova in Francia e Svizzera. Sugli altri rilievi collegati alle Alpi è presente nel Massiccio del Giura.
Habitat: l'habitat preferito per queste piante sono i pendii sassosi e le pinete. Il substrato preferito è calcareo ma anche calcareo/siliceo con pH basico, bassi valori nutrizionali del terreno che deve essere arido.
Distribuzione altitudinale: sui rilievi alpini, in Italia, queste piante si possono trovare a quote comprese tra 400 e 1700 m s.l.m.; nelle Alpi frequentano quindi i seguenti piani vegetazionali: collinare, montano e in parte quello subalpino.

### Fitosociologia

#### Areale alpino
Dal punto di vista fitosociologico alpino Hieracium pictum appartiene alla seguente comunità vegetale:
Formazione: delle comunità delle fessure, delle rupi e dei ghiaioni
Classe: Asplenietea trichomanis
Ordine: Potentilletalia caulescentis
Alleanza: Potentillion caulescentis

#### Areale italiano
Per l'areale completo italiano Hieracium pictum appartiene alla seguente comunità vegetale:
Macrotipologia: vegetazione casmofitica, glareicola ed epifitica
Classe: Asplenietea trichomanis (Br.-Bl. in Meier & Br.-Bl. 1934) Oberdorfer, 1977
Ordine: Arenario bertoloni-Phagnaletalia sordidae Arrigoni & Di Tommaso, 1991
Alleanza: Centaureo filiformis-Micromerion cordatae Arrigoni & Di Tommaso, 1991
Descrizione. L'alleanza Centaureo filiformis-Micromerion cordatae è relativa alle comunità casmofitiche endemiche della Sardegna che si sviluppano su rocce carbonatiche. Questa cenosi si rinviene sulle rupi calcaree della Sardegna centro-orientale, in una fascia altitudinale compresa dalla costa fino a circa 1 400 metri.
Specie presenti nell'associazione:  Laserpitium siler, Robertia taraxacoides, Helichrysum saxatile, Seseli praecox, Sedum sediforme, Asperula pumila, Campanula forsythii, Armeria morisii, Limonium morisianum, Alyssum tavolarae, Centaurea filiformis, Cephalaria squamiflora, Cymbalaria muelleri, Hieracium iolai, Hieracium pictum, Hieracium wiesbaurianum, Iberis integerrima, Lactuca longidentata e Micromeria filiformis.

## Tassonomia
La famiglia di appartenenza di questa voce (Asteraceae o Compositae, nomen conservandum) probabilmente originaria del Sud America, è la più numerosa del mondo vegetale, comprende oltre 23.000 specie distribuite su 1.535 generi, oppure 22.750 specie e 1.530 generi secondo altre fonti (una delle checklist più aggiornata elenca fino a 1.679 generi). La famiglia attualmente (2021) è divisa in 16 sottofamiglie.

### Filogenesi
Il genere di questa voce appartiene alla sottotribù Hieraciinae della tribù Cichorieae (unica tribù della sottofamiglia Cichorioideae). In base ai dati filogenetici la sottofamiglia Cichorioideae è il terz'ultimo gruppo che si è separato dal nucleo delle Asteraceae (gli ultimi due sono Corymbioideae e Asteroideae). La sottotribù Hieraciinae fa parte del "quinto" clade della tribù; in questo clade è posizionata alla base ed è "sorella" al resto del gruppo comprendente, tra le altre, le sottotribù Microseridinae e Cichoriinae. Il genere  Hieracium (insieme al genere Pilosella) costituisce il nucleo principale della sottotribù Hieraciinae e formano (insieme ad altri generi minori) un "gruppo fratello" posizionato nel "core" delle Hieraciinae.
Il genere Hieracium è un genere estremamente polimorfo con maggioranza di specie apomittiche. Di questo genere sono descritte circa 1000 specie sessuali e oltre 3000 specie apomittiche, delle quali circa 250 e più sono presenti nella flora spontanea italiana. Alcuni taxon collegati alle varie specie del genere sono sottospecie, altri sono considerati aggregati (o inclusi), e altri ancora sono considerati "intermediari" (o impropriamente ibridi in quanto queste specie essendo apomittiche non si incrociano e quindi non danno prole feconda) con altre specie. A causa di ciò si pongono dei problemi di sistematica quasi insolubili e per avere uno sguardo d'insieme su questa grande variabilità può essere necessario assumere un diverso concetto di specie. Qui in particolare viene seguita la suddivisione del materiale botanico in sezioni così come sono elencate nell'ultima versione della "Flora d'Italia".
La specie di questa voce è descritta all'interno della sezione Hieracium sect. Picta   (Peter) Stace i cui caratteri principali sono:
- i peli ghiandolari sono scarsi;
- tutta la pianta è ricoperta da peli semplici (sono profondamente dentati quasi subpiumosi);
- gli acheni sono molto scuri (bruno-nerastri);
- le foglie sono colorate di verde-glauco e ricoperte da dense chiazze ferruginee;
- le foglie cauline sono poche con forme da lanceolate a strettamente lanceolate.

La sezione (Picta - Sezione VII) relativa alla specie di questa voce è ricca di forme con un centro di differenziazione nelle Alpi Occidentali
L'indumentum è uno degli elementi più importanti per distinguere le varie specie.   H. pictum è caratterizzato dalla seguente pubescenza:
| Tipo peli        | Caule                                                                  | Foglie                                                                                       | Peduncoli dei capolini            | Brattee involucrali |
| ---------------- | ---------------------------------------------------------------------- | -------------------------------------------------------------------------------------------- | --------------------------------- | ------------------- |
| Peli semplici    | Dal basso verso l'alto: da densi a assenti; i peli sono sempre piumosi | Sopra assenti; sotto piuttosto densi (sui margini e sui nervi), lunghi 2 mm, molli e bianchi | Da solitari a densi               | Da solitari a densi |
| Peli ghiandolari | Assenti                                                                | Solamente sui margini                                                                        | Da sparsi a densi                 | Da sparsi a densi   |
| Peli stellati    | Assenti o sparsi                                                       | Lungo le nervature                                                                           | Da sparsi a densi (apice barbato) | Da sparsi a densi   |

Nella "Flora d'Italia" è indicata la seguente "specie secondaria" (collegata riproduttivamente alla specie di questa voce) appartenente al gruppo della sezione  Picta:
- Hieracium pseudorionii (Zahn) P.D.Sell & C.West, 1976

Sottospecie: la sottospecie presente in Italia è subsp. pictiforme  (Zahn) Greuter, 2008
Descrizione: i caratteri di questa pianta sono più simili a H. pictum che alla specie H. glaucinum.
Habitat: pendii sassosi.
Distribuzione: è una specie molto rara e si trova nelle Alpi occidentali (Valsavarenche); si trova anche in Svizzera.
Antesi: da maggio a luglio.

### Sottospecie
Per questa specie sono riconosciute le seguenti sottospecie, alcune delle quali sono presenti nella flora spontanea italiana:
- Hieracium pictum subsp. pictum - Distribuzione: Italia (Alpi Occidentali), Svizzera e Francia
- Hieracium pictum subsp. farinulentum (Jord.) Zahn, 1906 - Distribuzione: Italia (Alpi Occidentali), Svizzera e Francia
- Hieracium pictum subsp. irginianum (Arrigoni) Greuter, 2007 - Distribuzione: Italia (Sardegna)

### Sinonimi
La specie di questa voce, in altri testi, può essere chiamato con nomi diversi. L'elenco che segue indica alcuni tra i sinonimi più frequenti:
Sinonimi della sottospecie farinulentum
- Hieracium farinulentum Jord.
- Hieracium tendae Burnat & Gremli

Sinonimi della sottospecie irginianum
- Hieracium irginianum Arrigoni